# 조용히 살고 싶어
조용히 살고 싶어는 1969년 공개된 대한민국의 영화이다.

## 배역
- 신성일
- 윤정희
- 장동휘
- 김정훈
- 황해
- 서영춘
- 양훈
- 강민호